# 콘텐트 스크램블 시스템
콘텐트 스크램블 시스템(Content Scramble System, CSS) 또는 콘텐츠 암호 시스템은 상업적으로 생산되는 많은 DVD-비디오 디스크에 사용되는 디지털 권리 관리(DRM) 및 암호화 시스템이다. CSS는 독점적인 40비트 스트림 암호화 알고리즘을 사용한다. 이 시스템은 1996년경에 도입되었으며 1999년에 처음으로 암호화가 깨졌다.
CSS는 DVD-비디오 액세스를 제한하도록 설계된 여러 보완 시스템 중 하나이다.
CPRM과 같은 최신 DRM 방식이나 HD DVD 및 블루레이 디스크에서 사용되는 AACS(Advanced Access Content System) DRM 방식의 AES(고급 암호화 표준)로 대체되었다. 각각 56비트 및 128비트 키 크기는 CSS의 덜 안전한 40비트 키 크기보다 훨씬 더 높은 수준의 보안을 제공한다.

## 같이 보기
- Libdvdcss